# کرون زیتونگ
کرون زیتونگ (آلمانی: Kronen Zeitung) به معنی روزنامه تاج بزرگ‌ترین روزنامه اتریش است. این روزنامه به خاطر شکاکیت به اروپا معروف است.